# Solenopsis virulens
Solenopsis virulens (лат.) — вид жалящих муравьёв рода Solenopsis (Solenopsidini). Эндемики Южной Америки.

## Распространение
Леса Амазонии: Бразилия, Колумбия, Эквадор.

## Описание
Мелкие муравьи жёлтого цвета. Длина рабочих около 3 мм. Длина головы 0,78 — 1,00 мм, ширина головы 0,68 — 0,93 мм, длина скапуса усика 0,68 — 0,88 мм. Глаза мелкие, в максимальном диаметре содержат 6-7 фасеток. Усики с булавой из двух сегментов. Формула щупиков 1,2. Проподеум невооружённый, без зубцов или шипиков. Между грудкой и брюшком расположен тонкий стебелёк, состоящий из двух члеников (петиоль + постпетиоль). Рабочие мономорфные. В муравейниках обнаружены три вида мирмекофильных двукрылых-бабочниц (Diptera, Psychodidae): Trichomyia myrmecophila, Quatella truncata, Trichomyia annae Bravo, 2001. Вид был впервые описан в 1858 году.